# Pachycereus tepamo
Pachycereus tepamo là một loài thực vật có hoa trong họ Cactaceae. Loài này được Gama & S.Arias mô tả khoa học đầu tiên năm 1998.